# Vicariat apostolique de Tucupita
Le vicariat apostolique de Tucupita (en latin : Vicariatus Apostolicus Tucupitensis ; en espagnol : Vicariato apostólico de Tucupita) est un vicariat apostolique de l'Église catholique au Venezuela directement soumis au Saint-Siège.

## Territoire

Carte des diocèses du Venezuela avec le vicariat apostolique de Tucupita en rouge

Il est situé dans l'État de Delta Amacuro et possède un territoire d'une superficie de 40 200 km2 avec 4 paroisses. Le siège épiscopal est à Tucupita où se trouve la cathédrale de la Divine Bergère (es).

## Histoire
Le vicariat apostolique est érigé le 30 juillet 1954 par la bulle Crescit in dies du pape Pie XII en prenant sur le territoire du vicariat apostolique de Caroní.

## Vicaires apostoliques
- Argimiro Álvaro García de Espinoza, O.F.M.Cap (1955 - 1985)
- Felipe González González, O.F.M.Cap (1985 - 2015)
- Ernesto José Romero Rivas (2015 - )